# Человек в коричневом костюме
«Человек в коричневом костюме» (англ. The Man in the Brown Suit) — детективный роман Агаты Кристи, впервые опубликованный в Великобритании издательством The Bodley Head 22 августа 1924 года, и в том же году издательством Dodd, Mead and Company.

## История названия
Первоначально Агата Кристи назвала свой новый роман «Тайна мельницы». Именно под таким названием рукопись была передана в издательство The Bodley Head. Позднее автор переименовала книгу в «Человек в коричневом костюме». В том же году издатели газеты Evening News обратились к Кристи за правом публикации романа на страницах газеты. В своей «Автобиографии» Кристи так вспоминает этот эпизод:
Теперь книга называлась по-другому, я перекрестила её в «Человека в коричневом костюме», потому что 
первое название казалось мне несколько банальным. Однако в «Ивнинг ньюс» предложили ещё раз поменять
 название — на  самое глупое, какое мне когда-либо приходилось встречать, — «Авантюристка Энн»; тем не
 менее  я прикусила язык: в конце концов, они собирались заплатить мне пятьсот фунтов, и хоть у меня 
были сомнения относительно нового заголовка, я утешила себя тем, что название печатающегося в 
 газете романа не имеет никакого значения.

## Сюжет
Место действия романа — экзотическая Южная Африка. Танцовщица Надин, выдающая себя за русскую, встречается в своей гримёрке с графом Сергеем Павловичем, также выдающим себя за русского. Никто из них не является русским на самом деле, Надин из Южной Африки, а он — англичанин. Они находятся на службе у некоего «полковника», международного агента-провокатора (Agent provocateur), занимающегося терроризмом. Он собирается уйти от дел, оставив своих подопечных без средств к существованию. У Надин другие планы, она решает его шантажировать.
В другой части мира, в Англии, молодая женщина Энн Беддингфелд, становится свидетелем инцидента в метро, когда, завидев кого-то, человек падает на рельсы. Его осматривает доктор, но Энн замечает, что осмотр отличается от того, как это обычно делают в таких случаях врачи. Она поднимает с пола записку, на которой указан какой-то адрес. Полицейскому, ведущему расследование, она сообщает о своих подозрениях. Энн сама начинает разыскивать адрес, который оказывается названием корабля. Энн берёт билет на корабль. Среди других пассажиров леди Сьюзен Блейр.

## Персонажи романа
Имена и фамилии на русском даны согласно переводу В. Нестьева, сделанному в 1990 году
- Энн Беддингфелд — осиротевшая дочка профессора Беддингфелда, знаменитого археолога
- Джон Гарольд Ирдсли — сын сэра Лоренса Ирдсли
- Миссис Сьюзен Блейр — светская леди
- Сэр Юстес Педлер — член британского парламента
- Ги Пейджет — секретарь Педлера
- Анита Грюнберг, она же Надин — агент Педлера
- Артур Минкс
- преподобный Эдвард Чичестер
- мисс Петтигрю
- граф Сергей Павлович
- Гарри Лукас, он же Гарри Рейберн — друг Джона Ирдсли
- Мистер Флеминг — хозяин квартиры, где жила Энн, стряпчий профессора Беддингфелда
- Л. Б. Картон — жертва инцидента в метро
- Инспектор Мидоуз из Скотленд-Ярда
- Лорд Нэсби — владалец газеты «Дейли бюджет», работодатель Энн
- Джим Рейс - полковник британской контрразведки
- Рыжебородый «Голландец», подручный «полковника»

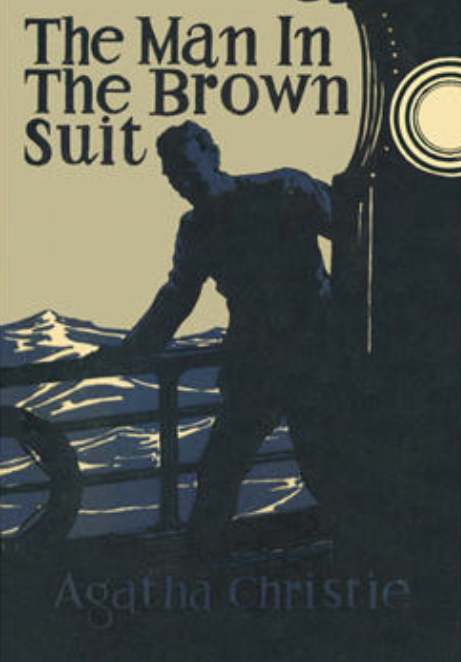
Первое американское издание ((Dodd, Mead & Co, 1924 год)

## Литературная критика
7 сентября 1924 года в газете «The Observer» появилась рецензия на роман «Человек в коричневом костюме»: «Мисс Кристи сделала одну дерзкую и одну досадную вещь в данной книге. Она обошлась без Эркюля Пуаро, её собственного Шерлока Холмса, чьему присутствию и дружелюбию, и непогрешимости обязан успех предыдущих её книг…»

## Экранизация
Телекомпания Warner Brothers Television экранизировала роман в 1988 году. Действие фильма перенесено из 1920-х годов в современность, в связи с чем сюжетная линия и некоторые детали были изменены. В российском прокате выходил под названием «Джентльмен в коричневом».